# سرخوماهیان
سرخوماهیان (Lutjanidae) یکی از خانواده‌های ماهیان است.

## خصوصیات زیستی و شیلاتی
خصوصیات زیستی و شیلاتی خانواده سرخوماهیان:
- دریازی هستند. ندرتاً به ویژه ماهیان جوان در مصب‌ها دیده می‌شوند و بعضی نیز برای تغذیه وارد آب شیرین می‌گردند.
  - ۱۷ جنس و ۱۱۳ گونه در آب‌های جهان دارد.
  - تمرکز پراکنش آن‌ها در مناطق گرمسیری و نیمه‌گرمسیری اقیانوسهای اطلس، آرام و هند است.
  - بدن مرتفع تا بیضی کشیده و در مقطع کمی فشرد شده می‌باشد.
  - باله پشتی پیوسته یا کمی ناپیوسته است.
  - خارهای باله پشتی ۱۰ تا ۱۲ عدد و شعاع‌های نرم ۱۰ تا ۱۷ عدد است.
  - باله مخرجی دارای ۳ خار و ۷تا ۱۱ شعاع نرم است.
  - مکان باله شکمی دقیقاً بعد از پایه باله سینه‌ای است.
  - باله شکمی یک شعاع سخت و ۵ شعاع نرم دارد.
  - اندازه دهان متوسط تا بزرگ و انتهایی بوده و کمی قابلیت ارتجاع دارد.
  - آرواره‌ها دارای دندان‌های بزرگ مناسب گوشت‌خواری هستند. این دندان‌ها کرکی یا مخروطی شکل هستند که ردیف‌های جلویی نیشی شکلند.
  - دندان‌های کامی کوچک هستند.
  - استخوان تیغه‌ای نیز دارای دندان‌های ریز است.
  - استخوان فکی در هنگام بسته بودن دهان توسط استخوان پیش‌چشمی دربر گرفته می‌شود.
  - استخوان پیش‌سرپوش آبششی دندانه دار یا دارای لبه کامل است.
  - فلس‌ها از نوع شانه‌ای و بندرت دایره‌ای و کوچک تا متوسط هستند.
  - فاصله چشم تا دهان بدون فلس بوده، ولی پیش‌سرپوش آبششی و گونه از فلس پوشیده شده‌است.
  - هفت خار آبششی دارد.
  - ۲۴ مهره دارد (۱۰+۱۴).
  - طول آن به یک متر می‌رسد.
  - گله‌ای نیستند اما بعضی از آن‌ها تشکیل اجتماعاتی می‌دهند.
  - اغلب ماهیانی کفزی هستند و تا اعماق حدود ۴۵۰ متر زندگی می‌کنند.
  - بیشتر گونه‌ها شکارچی بوده و از سخت‌پوستان و ماهی تغذیه می‌کنند. بعضی پلانکتون‌خوارند. بیشتر در شب شکار می‌کنند.
  - بعضی گونه‌ها مناسب نگهداری در آکواریوم هستند. ولی خیلی زود بزرگ می‌شوند.
  - تخم ماهیان این خانواده پلاژیک بوده و هر تخم دارای یک لکه چربی کوچک است که جهت شناوری آن‌ها کاربرد دارد. بالغین شباهتی به ماهیان نابالغ ندارند و نوزادان طی چند مرحله شبیه والدین می‌شوند.
  - از تخم و نوزادشان محافظت نمی‌کنند.
  - ماهی با ارزش غذایی هستند، اما بعضی مواقع منجر به ایجاد بیماری مسمومیت ماهی (Ciguatera) می‌شون، د این بیماری درمان قطعی ندارد و یک هفته تا یک سال طول می‌کشد. به‌صورت تازه و منجمد مصرف غذایی دارد.
  - توسط ترال کف، قلاب دستی، رشته قلاب طویل، تور گوشگیر و گرگور صید می‌شوند.

## سرخوماهیان در ایران
تا کنون، ۳۳ گونه مختلف از سرخوماهیان، در فهرست ماهیان بخش ایرانی خلیج فارس و دریای عمان قرار گرفته‌اند. این گونه‌ها در هشت سرده (جنس) طبقه‌بندی می‌شوند.
از انواع سرخوها می‌توان این ماهیان را نام برد:
- سرخو خال‌سیاه (Lutjanus fulviflammus)
- سرخو حرا
- سرخو بنگالی
- سرخو خونی
- سرخو قهوه‌ای
- سرخو هشت‌خط
- سرخو کج‌پولک
- سرخو پنج‌خط
- سرخو چشم‌درشت
- سرخوی گوژسر
- سرخو معمولی
- سرخوی مالاباری
- سرخو مخطط زرد